# Vaugines
Vaugines ist eine französische Gemeinde mit 556 Einwohnern (Stand 1. Januar 2022) im Département Vaucluse in der Region Provence-Alpes-Côte d’Azur. Sie gehört zum Kanton Cheval-Blanc im Arrondissement Apt.

## Geographie
Vaugines befindet sich im Südosten des Départements Vaucluse und grenzt an die Gemeinden Lourmarin, Cadenet, Ansouis, Cucuron, Sivergues und Buoux. Die nächstgelegenen Städte sind Apt im Norden (11 km) und Pertuis im Südosten (12 km).
Der Ort ist von Weinbergen, kleinen Eichenwäldern und Olivenhainen umgeben. Im Norden der Gemeinde erhebt sich der steile Südhang des Grand Luberon mit dem Regionalen Naturpark Luberon, zu dem das Gemeindegebiet aber nicht gehört. Der Bach Laval fließt westlich am Ortszentrum vorbei und mündet bei Cadenet in die Durance.

## Verkehr
Den Ort Vaugines erreicht man über die Route départementale D56, die die Gemeinde südlich des Dorfzentrums auf westöstlicher Achse passiert. Die D45 zweigt von dieser in Richtung Süden ab und führt weiter bis nach Cadenet. Durch das südliche Gemeindegebiet verläuft die D27 von Lourmarin kommend weiter in Richtung Cucuron.

## Geschichte
Die Gründung von Vaugines geht auf den gemeinsamen Willen der Benediktiner von Psalmodie und dem Baron von Ansouis zurück, die im 13. Jahrhundert auf den Ruinen des Klosters St-Saveur eine Kirche und ein Schloss errichteten. Das Dorf wurde Anfang des 15. Jahrhunderts von den Bewohnern verlassen und 1474 neu besiedelt. Im 18. Jahrhundert kam es auf dem Felsen Poucelles im heutigen Quartier des Grottes zur Errichtung einer Höhlensiedlung.

### Bevölkerungsentwicklung
| Jahr      | 1962 | 1968 | 1975 | 1982 | 1990 | 1999 | 2006 | 2018 |
| --------- | ---- | ---- | ---- | ---- | ---- | ---- | ---- | ---- |
| Einwohner | 245  | 225  | 216  | 253  | 325  | 466  | 558  | 563  |

## Sehenswürdigkeiten

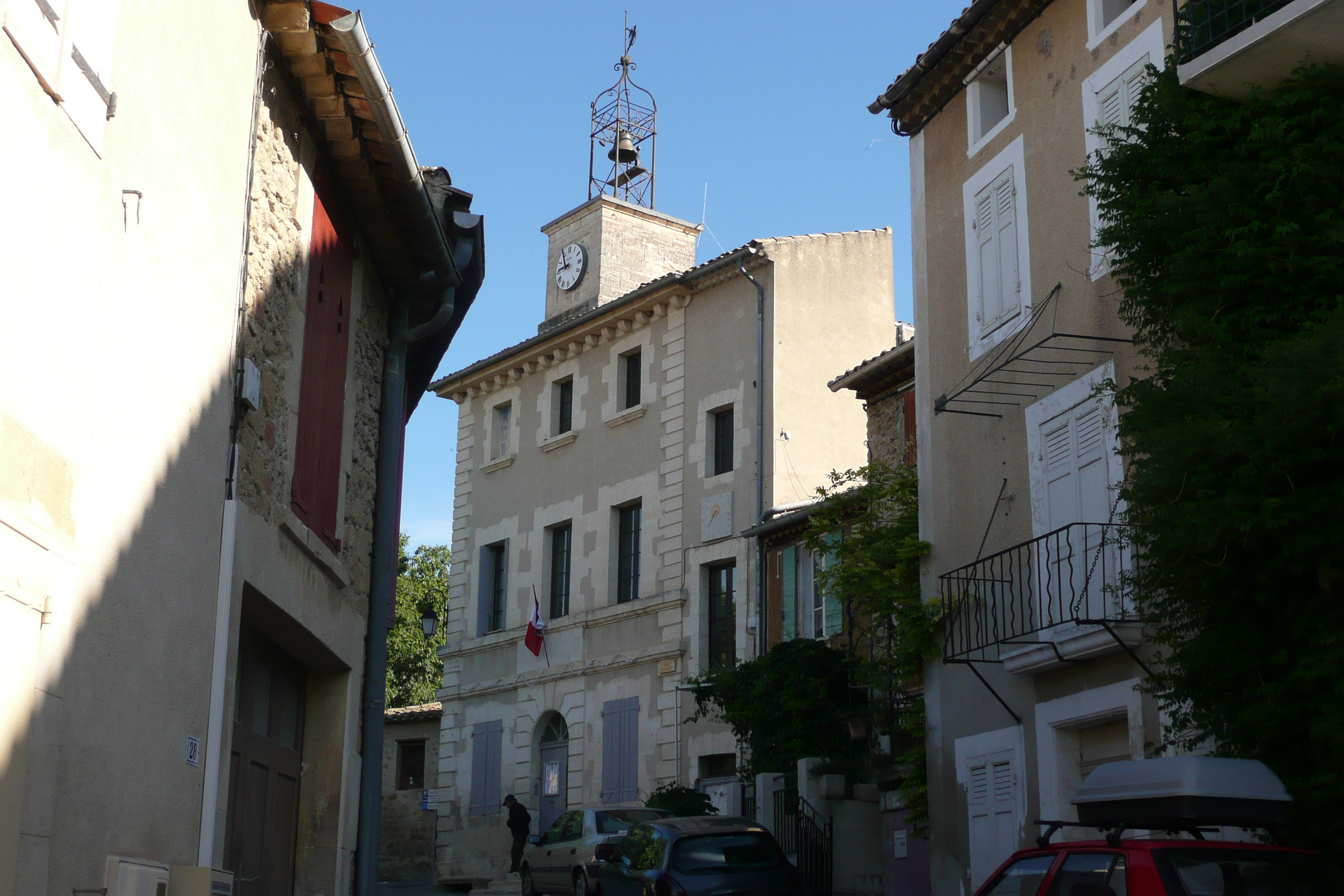
Mairie

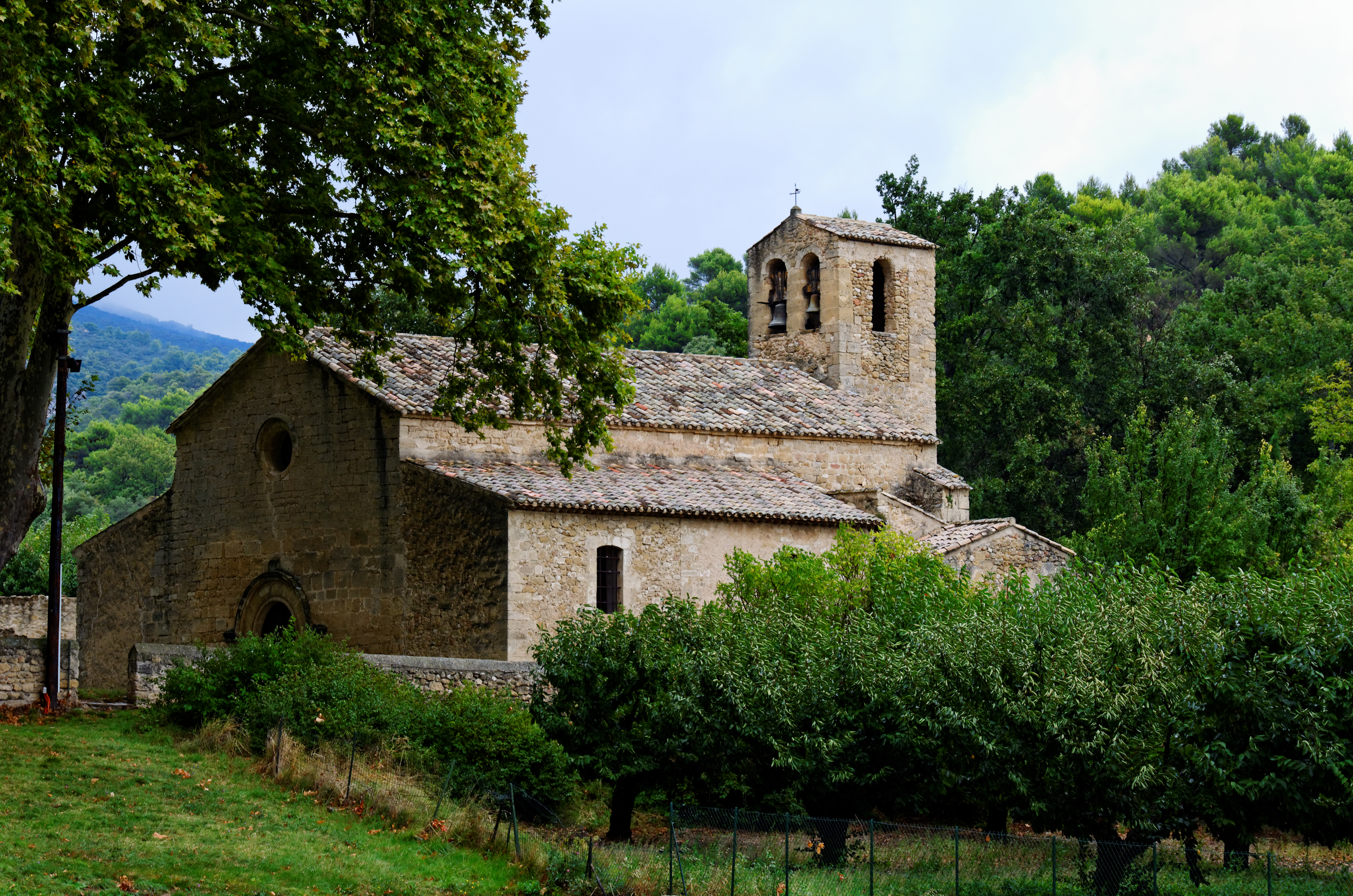
Kirche St-Barthélémy

Der Rathausplatz entstand im 19. Jahrhundert im Zuge einer Neugestaltung des Ortszentrums und sollte als Verbindung der beiden bis dahin getrennten Ortsteile dienen. Um den Platz herum wurden viele neue öffentliche Gebäude und Geschäfte errichtet. Die von einem Glockenturm überragte Mairie ersetzte 1845 das ehemalige Gemeindehaus.
Die Komturei in der rue des Amazones ist in einem erweiterten mittelalterlichen Gebäude untergebracht. Das ehemalige Stadthaus Hôtel des Bouliers war im Besitz der Familie Bouliers, zu der im 16. Jahrhundert auch der Prior von Vaugines gehörte. Die Capitainerie wurde im 16. Jahrhundert von Antoine Bouchard erbaut, der als Capitaine de Vaugines bekannt war. Das Massivhaus mit Kreuzstockfenstern befindet sich in der Nähe des ehemaligen Gemeindehauses aus dem 18. Jahrhundert.
Die auf den Überresten eines Klosters errichtete Kirche St-Barthélémy befindet sich außerhalb des Dorfkerns und datiert überwiegend ins 13. Jahrhundert. Sie diente als Schauplatz für den Film Jean Florette, der von Regisseur Claude Berri nach einem Roman von Marcel Pagnol gedreht wurde.

## Sonstiges
Von der Gemeinde zum Luberon führt ein alter Weg, der im Roman L’Habitant de Sivergue von Henri Bosco Erwähnung findet.